# Oráculo griego

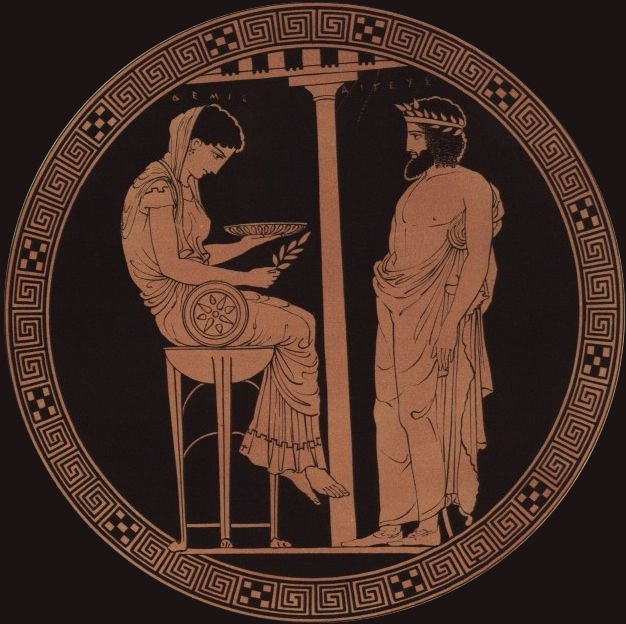
Egeo, mítico rey de Atenas, consultando a la Pitia, el Oráculo délfico, que está sentada en un trípode. La inscripción en la copa identifica a la Pitia con la diosa Temis. Tondo de kílix ático de figuras rojas, del Pintor Codros, c. 440-430 a. C., conservada en el Altes Museum de Berlín (inv. 2538). Esta es la única imagen contemporánea de la Pitia.

Los oráculos griegos constituyen un aspecto fundamental de la religión y de la cultura griega. El oráculo es la respuesta dada por un dios a una pregunta personal, concerniente generalmente al futuro, como método de adivinación. Los oráculos no pueden ser pronunciados más que por algunos dioses, en los lugares precisos, sobre objetos determinados y con respeto a unos ritos determinados rigurosamente: el oráculo se relaciona con un culto. Además, interpretar las respuestas de un dios, que se expresa de diversas formas, requiere a veces un aprendizaje. El oráculo necesita a menudo una interpretación.
Por extensión, el término oráculo designa también al dios consultado, al intermediario humano que transmite la respuesta o incluso al lugar sagrado o a la respuesta dada. El griego distingue estos diferentes sentidos: mediante numerosos términos, la respuesta divina puede ser designada por χρησμός / khrêsmós, propiamente «el hecho de informar». Se puede también decir φάτις / phátis, «el hecho de hablar». El intérprete de la respuesta divina es a menudo designado por προφήτης / prophêtês, «el que habla en lugar de dios», o aun μάντις / mántis. El lugar del oráculo es el χρηστήριον / khrêstếrion.
La mántica, es decir, el dominio de la adivinación en el mundo griego antiguo, no está constituida más que por ciencias oraculares. Los adivinos, como Tiresias, son considerados personajes mitológicos: la adivinación, en Grecia, no es un asunto de mortales inspirados sino de personas respetuosas de unos ritos determinados, que la tradición había podido dar la apariencia de una inspiración, o, en sentido propio, ἐνθουσιασμός / enthousiasmós, «entusiasmo», es decir, «el hecho de tener el dios en sí».

## Los dioses adivinos

Santuarios griegos, incluidos aquellos que contaban con oráculos.

Los intentos de adivinación, o μαντεία / manteía, es una capacidad puramente divina. Para comprender la mántica griega, hay que saber que el destino, personificado por las tres Moiras (Μοῖραι / mõirai, propiamente «las que dan el destino en reparto»), es una fuerza independiente de los dioses, que están sometidos a él y no lo pueden doblegar. Como máximo pueden retardarlo y, sobre todo, entreverlo y hacer parte, de manera velada, a los mortales. En los primeros tiempos de la mántica, este poder de adivinación parece estar ligado fuertemente con la tierra y las fuerzas ctónicas, de ahí los oráculos pronunciados por incubación, es decir, transmitidos a los mortales por los sueños, después de una noche pasada contra el suelo.

### Zeus
El primer dios adivino es Zeus, cuyos oráculos eran pronunciados en numerosos santuarios, siendo el más antiguo el de Dodona, en Epiro. El santuario oracular de Dodona, por cierto citado por Homero, conoció un declive en el siglo IV a. C.. Los oráculos de Zeus eran transmitidos, entre otros, por incubación de los sacerdotes Selles que, para permanecer en contacto con los dioses bajo un aspecto ctónico (lo que muestra su antigüedad), debían dormir en el suelo, andar con los pies descalzos y sin lavarse. Más tarde, es por el ruido del viento en las hojas de los robles de Dodona como se expresa el dios. La interpretación podía también ser efectuada por dos sacerdotisas llamadas las Palomas (que practicaban quizás también la toma de auspicios, o la interpretación del vuelo de las aves). Algunas preguntas planteadas al dios se han hallado gracias a láminas de bronce sobre las cuales, más tardíamente, se han escrito. 
Zeus-adivino era también consultado en Olimpia y se dirigía a los sacerdotes Yámidas vía las llamas del sacrificio. Lo que enseñaban también los arúspices, leyendo la respuesta en las entrañas extraídas de la víctima (cabras). En época clásica Zeus oracular está sobre todo presente en Egipto, identificado con Amón.

### Otros dioses
Afrodita era consultada en Pafos, ciudad de la isla de Chipre, y se expresaba en las entrañas y el hígado de las víctimas sacrificiales; como Zeus en Olimpia, este método oracular se parece a la haruspicina.
Atenea dirigía sus respuestas a través de un juego de guijarros y huesecillos.
Asclepios y Poseidón, se aparecían en sueños por incubación, daban consejos terapéuticos a los consultantes, que debían pasar al menos una noche en su santuario, principalmente en Epidauro y Atenas para Asclepios, y en Oropos (al norte de Atenas) y Tebas para Poseidón. La repuesta venía en forma de sueño a interpretar por uno mismo.
Trofonio poseía igualmente un oráculo en Lebadea, Beocia, evocado en Las nubes de Aristófanes, en las obras de Plutarco Sobre la desaparición de los oráculos y El Daimon de Sócrates (Obras morales o de costumbres o Moralia: V, 29; VII, 46), así como en un episodio de la Vida de Apolonio de Tiana. Pero sobre todo es  por Pausanias por quien conocemos el rito del descenso en el antro subterráneo de este héroe, arquitecto mítico, con su hermano Agamedes, del umbral del templo pitio de Delfos, según el Himno homérico a Apolo.

## Apolo Pitio
Apolo se volvió el arquetipo del dios-adivino y el oráculo de Estado, al que se le consultaba como oráculo sobre todo en Delfos (pero también en Delos, Patara y Claros). Los oráculos que se pronunciaban son todavía célebres y la importancia del santuario oracular nos ha permitido seguir su evolución, así como conocer algunos detalles importantes para comprender la mántica griega. 

### Vitalidad del oráculo de Delfos
El oráculo de Delfos ha permanecido muy vivo hasta el periodo cristiano. Los cristianos, sin embargo, lo caricaturizaron, dando de la Pitia —la intérprete oracular de Apolo— una imagen falsa, la de una mujer histérica y drogada, y transmitiéndolo en textos erróneos, que han participado mucho en su abandono. Entre los testimonios más seguros tenemos los de Plutarco (c.46-c.120), el cual asumió durante 30 años el cargo de sacerdote del templo de Apolo, encargado del santuario oracular. Sabemos gracias a excavaciones realizadas en Delfos que el santuario era uno de los más frecuentados y de los más ricos. Para más detalles sobre el santuario mismo consultar el templo de Apolo y el oráculo de Delfos.

### Organización religiosa

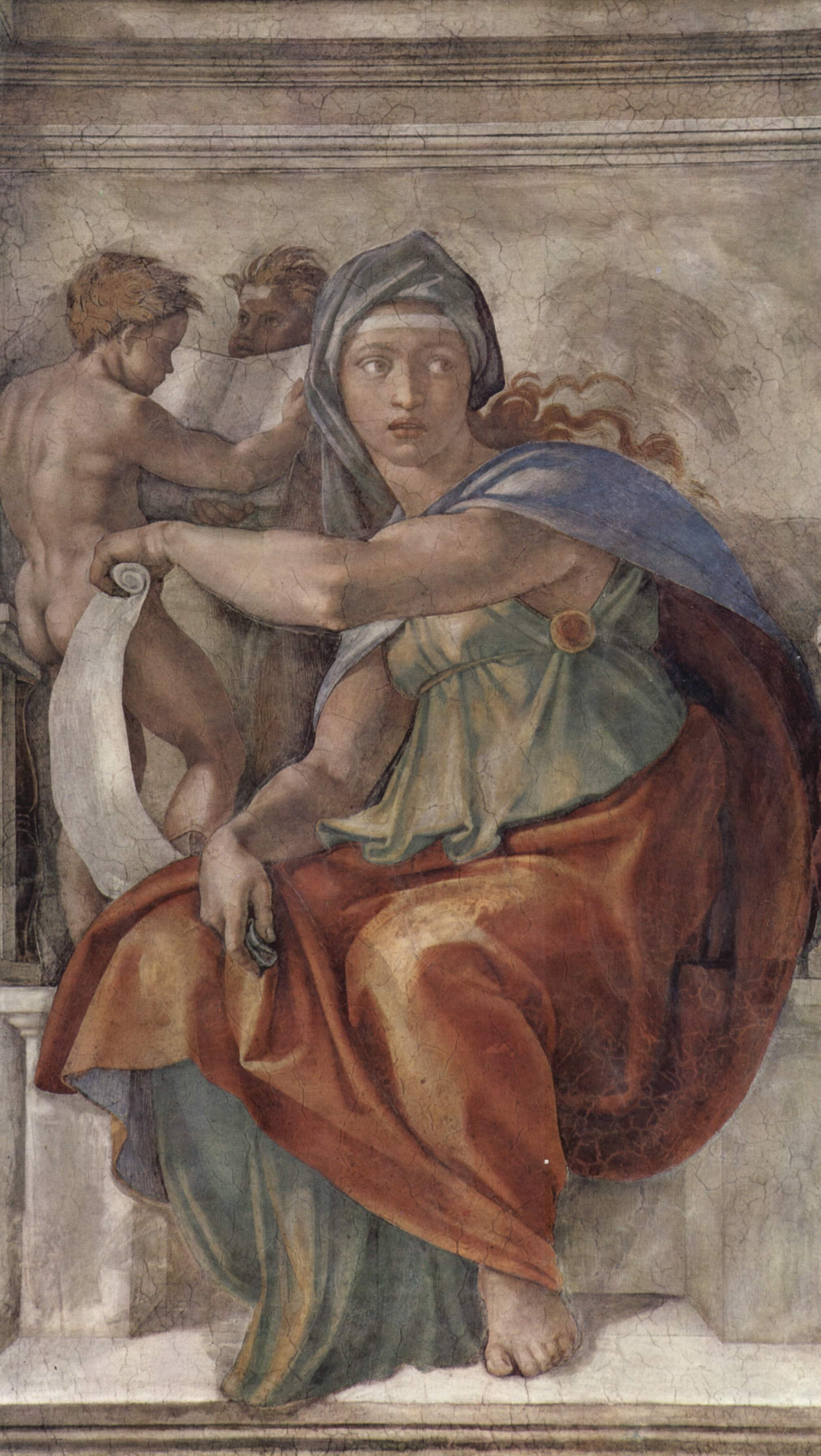
La Sibila de Delfos, fresco de Miguel Ángel (1508–1512).

La profetisa, en sentido griego: la que habla en lugar de dios, es llamada la Pitia (Πυθία ἱέρεια / puthía hiéreia, «sacerdotisa pitia»), escogida entre las mujeres de la región. Su nombre (en origen un adjetivo, pero utilizado a menudo Πυθία puthía solamente) viene de un epíteto unido al nombre de un dios, en este caso el de Apolo. Se nombró pitia en Delfos porque Apolo había derribado allí a la serpiente Pitón; Delfos, por cierto, es a menudo llamado Πυθώ Puthố (véase el artículo Apolo para más detalles). La Pitia era a menudo mayor, y Plutarco nos informa que ella podía tener una cincuentena de años, lo que, para la época, era una edad avanzada. Se expresaba en verso (al menos se expresó así durante largo tiempo); Plutarco, sin embargo, recalca que en su época ya no lo hacía, sin poder explicar por qué), y sus palabras confusas debían ser interpretadas por un colegio de dos sacerdotes, asistidos por cinco ministros del culto. Cosa excepcional, estos cargos eran atribuidos vitaliciamente.
El proceso a seguir para consultar al dios era el siguiente: 
- el consultante (que no podía ser una mujer) pagaba una tasa establecida por una confederación de ciudades griegas; las consultas podían ser hechas individual o colectivamente, para una ciudad, por ejemplo. El pago de una sobretasa o servicios proporcionados a la ciudad de Delfos permitían adquirir el derecho de promancia, es decir, el de consultar antes que los demás y así hacer caso omiso a la lista de espera que podía ser muy larga, ya que no se podía consultar a la Pitia más que una vez al mes;
- se conducía al consultante al ádyton del templo de Apolo;
- allí se encontraba con la Pitia, que se había purificado al beber agua de la fuente Castalia de Delfos y masticado hojas de laurel; esta se hallaba instalada sobre un trípode.
- el consultante ofrecía un sacrificio cruento al dios, el cual era conducido por los dos sacerdotes y sus asistentes; anticipadamente, la víctima era rociada con agua fría y, si no temblaba, la consulta al oráculo era anulada (con el riesgo, si no, de matar a la Pitia: ella no podía contradecir este signo divino que daba o no su acuerdo);
- el consultante hacía su pregunta a la Pitia, cuestión que los sacerdotes entregaban a menudo en forma (a fin de que ella adoptara la forma de una alternativa);
- la Pitia, finalmente, devolvía el oráculo del dios que hablaba a través de ella; esta respuesta debía ser pronunciada de modo claro por ambos sacerdotes de Apolo. Según los testimonios, como los de Plutarco, la Pitia no era visible, y no se oía más que su voz.

Por lo visto, la Pitia estaba en un estado de entusiasmo, es decir, de inspiración divina; la leyenda contaba que los efluvios mágicos surgían en el templo, y que eran los responsables del estado de la Pitia. Según los historiadores griegos, que no hicieron más que repetir las leyendas, estos efluvios habrían incluso empujado al suicidio a los pastores y a los simples mortales que lo hubieran respirado por azar. Convenía pues que ella, para recibir la inspiración divina, fuera pura, virgen, y llevara una vida sana. Su espíritu debía estar disponible, calmo y sereno, a fin de que la posesión por el dios no fuera rechazada, con el riesgo de llevarla a la muerte. 
Después de la Antigüedad, muchas hipótesis han intentado explicar los pretendidos trances de la sacerdotisa, pero las pruebas concretas o textuales siempre han faltado. Se ha dicho de la Pitia que estaba en el ádyton del templo. Ahora bien, si las excavaciones actuales en Delfos no permiten reconstruir con precisión lo que era este ádyton (fue arrasado por diferentes invasores y por los cristianos), las teorías más comunes admiten que se trataba de una parte más baja y no de una sala secreta situada debajo del templo, todavía menos de un precipicio. Ninguna grieta es tampoco visible.
Otra teoría reconstituye el ádyton no como una sala, pero sí como un hoyo abierto. Si el ádyton era una cripta, como es el caso del templo de Zeus, los registros procedentes de las excavaciones habrían revelado rastros ínfimos, mientras que en este caso no es así. Los arqueólogos se desanimaron ante esta ausencia total de elementos.
Pero si no se encuentra ni se recobra nada es que posiblemente no lo hubo. El ádyton fue consagrado a un lugar, luego se construyó el templo alrededor, pero debieron dejar el hoyo en estado bruto, sin techo. La Pitia podía percibir la puerta del templo desde lo alto de su trípode, un templo de 63 metros de longitud... Sin embargo, los autores antiguos hablan de «bajada» en el ádyton, de una «abertura», de un «orificio». El ádyton probablemente era una cavidad simple, con un hoyo en medio y el trípode arriba. El tiempo taponó el hoyo y se llenó de hierbas. El ádyton era bastante ancho como para contener el trípode, el ónfalos, un plano de laureles, la tumba de Dioniso, una estatua de Apolo y un lugar donde el consultor se sentaba. Plutarco, Estrabón, Platón, Pausanias, Diodoro Sículo y muchos otros testigos dejaron su visión de este lugar. 
Se ha dicho que los cristianos se burlaban de esta sacerdotisa y del culto, describiendo a la Pitia como una loca rabiosa, babeante, embriagada de vapores de azufre, poseída psíquicamente por el Maligno que se introducía en ella por su vagina. Tales injurias se encuentran, por ejemplo, en Orígenes o en Juan Crisóstomo. Esta visión no coincide en absoluto con la que los griegos nos han transmitido de la sacerdotisa. No se ha encontrado en Delfos ninguna fisura bajo el templo de Apolo, ni ninguna otra exhalación natural. Aunque incoherente con los hechos históricos, esta imagen de la Pitia se impuso al imaginario colectivo. De hecho, no es raro encontrar tal alusión a la Pitia en los trabajos de investigación más serios o bien alguna alusión a emanaciones gaseosas, no existiendo prueba alguna efectiva.

### Papel político del oráculo de Delfos
Además de un papel religioso principal en el mundo antiguo — el oráculo de Apolo no era consultado exclusivamente por los griegos — los oráculos de la Pitia han tenido un lugar importante en la organización política griega. Tres hechos curiosos son notables concernientes a la opinión que el dios se supone tenía del poder griego. El oráculo no era siempre sostenido por las acciones de su pueblo.
Durante las guerras médicas, Atenas consultó al oráculo en 490 a. C., para preguntar si era bueno que Esparta le ayudara. El oráculo pronunció una respuesta negativa, ya que la intervención del espartiata Leónidas I en las Termópilas en 480 permitiría a los atenienses ganar tiempo para conseguir la victoria en Salamina (victoria que se debió a un oráculo de la Pitia, que había aconsejado construir un muro de madera, lo que simbólicamente, representaba a la flota ateniense concentrada en la bocana del puerto de Salamina). Se acusa a la Pitia de medizar (μηδίζειν / mêdízdein), de «hablar en favor de los medos».
El segundo oráculo destacable tuvo lugar durante las guerras del Peloponeso, que enfrentaron a Atenas y Esparta; este daba claramente la razón a los espartanos. Se acusa esta vez a la Pitia de laconizar (λακωνίζειν / lakônízdein), de «hablar en favor de Lacedemonia», el otro nombre de Esparta.
Durante las conquistas de Filipo, el oráculo, del lado del «bárbaro», es acusado de filipizar (φιλιππίζειν / philippízdein).
El oráculo se muestra sobre todo receloso del vis a vis de los atenienses. En efecto, se sufría seguro las influencias del pueblo de Delfos, pro aristócrata y bastante conservador. Esto explica sin duda por qué la Pitia es a menudo mostrada desfavorable a Atenas: la democracia no era un olor de santidad en esta región del mundo griego.

### Papel espiritual e intelectual del oráculo de Delfos
Si bien a menudo desfavorable a Atenas, el oráculo había apoyado su acción colonizadora. Es así que la leyenda informa de que la colonia de Cirene, en Libia, fue fundada gracias a un oráculo: un cierto Batos estaba afligido por un tartamudeo. El oráculo le había aconsejado para su curación fundar una ciudad en Cirene; al hacerlo vio un león. El miedo causado por este encuentro fortuito le curó definitivamente de esta aflicción. Existen numerosos ejemplos de este tipo.
La ciudad de Delfos, por otra parte, desempeñó en la Antigüedad un papel económico importante: ciudad muy frecuentada, el dinero circulaba allí (el de las tasas por consulta, numerosos tesoros ofrecidos por las ciudades que el oráculo había «favorecido», ofrendas, las compras de víctimas sacrificiales que solo los vendedores de la ciudad podían vender, etc.). Aparecieron, para administrar este flujo monetario creado por las consultas oraculares, cambistas y prestamistas. Es además en Delfos, en el siglo VI a. C., donde los primeros bancos hacen su aparición.
Apolo no era, por otra parte, el único dios residente en Delfos: Dioniso se decía que pasaba allí el invierno y Atenea era también adorada; la coexistencia de estos cultos hacía decir a los antiguos que la presencia del oráculo era una garantía de respeto mutuo.
La ciudad de Delfos estaba bañada en un clima de piedad y de efervescencia intelectual. Allí se despojaba de sus máscaras sociales, con la imagen de Apolo que, al fundar la ciudad, debió purificarse de la muerte de Pitón. La filosofía era practicada y fomentada, y es un oráculo de Delfos el que habría empujado a Sócrates a enseñar, después de que uno de sus discípulos habría informado que su maestro era el más sabio de los hombres. Varios lemas filosóficos adornaban la ciudad: «nada en exceso» (μηδὲν ἄγαν / mêdén ágan), inculcando la mesura y el rechazo de los excesos, «conócete a ti mismo» (γνῶθι σεαυτόν / gnỗthi seautón), en el frontón del templo de Apolo, máxima que enseñaba la importancia de la autonomía en la búsqueda de la verdad (fórmula que Sócrates repetirá por su cuenta en el Cármides) y la de la introspección, así como una extraña «Ε», también sobre el frontón del templo y sobre cuyo significado los griegos se interrogaron durante largo tiempo, y que podría ser una manera de anotar la palabra εἶ eĩ, «tú eres», sobreentendida como «tú también tienes una parte divina». Sea lo que sea, la presencia del oráculo ha hecho de Delfos un lugar por excelencia de revelación de uno mismo.